# La Vérité en peinture
La Vérité en peinture est un livre d'essais par Jacques Derrida publié aux Éditions Flammarion en 1978. Le titre est extrait d'une phrase écrite par Cézanne. Le livre se divise en 4 parties:
Parergon, texte rédigé à partir d'un séminaire;
+R et Cartouches, deux articles, l'un sur une exposition de Valerio Adami, l'autre sur Gérard Titus-Carmel; 
Restitutions - de la vérité en pointure une réflexion sur l'esthétique de Martin Heidegger, occasionnée par la critique de Meyer Schapiro à propos des Souliers de Van Gogh que le philosophe allemand a commenté dans L'origine de l'œuvre d'art.

## Résumé
La première partie, Parergon,  se décompose en 4 paragraphes : 
Dans le premier, intitulé Lemmes, Derrida décrit l'esthétique Hegelienne qui fait partie de l'encyclopédie, système de la formation enseignante et cycle du savoir. 
Le second, intitulé Le Parergon, part d'une lecture de la Préface de la Critique de la faculté de juger de Kant, dite Troisième critique, pour dégager le plaisir comme élément irréductible à la raison dans le jugement esthétique, que Derrida met en tension avec le détachement propre au jugement. Si le jugement de l'œuvre d'art repose essentiellement sur le dessin et la composition, il est clair, écrit Kant, que les ornements ajoutent au plaisir esthétique. Ces ornements, en grec parerga, peuvent être les cadres de tableaux, les vêtements des statues ou les colonnes autour des édifices (p. 62 dans l'édition de poche). Derrida rapproche cette curieuse remarque de Kant de l'étymologie du mot parergon et de quelques emplois qu'en font Platon et Aristote : la philosophie se construit toujours contre le parergon, ne doit pas se laisser égarer dans le parergon, l'accessoire. : « Un parergon vient contre, à côté et en plus de l' ergon, du travail fait, du fait, de l'œuvre mais il ne tombe pas à côté, il touche et coopère, depuis un certain dehors, au-dedans de l'opération. Ni simplement dehors ni simplement dedans. Comme un accessoire qu'on est obligé d'accueillir au bord, à bord. Il est d'abord l'à-bord. » (p. 63) Kant utilise le terme une seconde fois dans une note de La religion dans les limites de la simple raison, pour désigner la grâce, comme supplément de la raison, à la différence de la foi dogmatique qui prétend se constituer en savoir. À chaque fois, le parergon désigne une extériorité qui est en même temps un fondement, une sorte de dehors à la limite du dedans. Pour cette raison, il est au cœur du projet critique kantien, et en même temps il le déconstruit.
Le 3e, intitulé Le sang de la coupure pure, s'ouvre sur une citation de Ponge évoquant les tulipes coupées. Kant évoque la tulipe dans un passage de l' Analytique du beau, comme exemple de rencontre avec une finalité qui ne se rapporte à aucune fin. Le beau procède de cette rencontre. Or Kant cite par ailleurs un certain M. de Saussure (nom très amusant sans doute pour Derrida), auteur d'un Voyage dans les Alpes, où il évoque la tulipe sauvage. Derrida analyse la « finalité sans fin » du beau à partir de l'exemple de la tulipe, très organisée dans sa structure, tout y a une finalité, mais sans bout, sans fin dès lors qu'elle est coupée.
Le 4e, intitulé Le colossal, développe une théorie du sublime. Colosse et colonne ont une étymologie commune. J. P. Vernant fait remarquer que le mot colosse, en grec, n'a pas une valeur de taille, qu'il l'a prise par accident (p. 137). Derrida entreprend à partir de là de différencier colonne, qui relève du parergon (voir le chap. 2) et s'articule par là à l'œuvre, se mesure par rapport à elle, de colosse, qui relève de l'incommensurable. Kant utilise le terme d' Ungeheuer, énorme, immense, excessif, monstrueux (p. 141), mais Derrida fait remarquer que le colossal n'est pas simplement un objet ungeheuer : ce n'est pas un objet, c'est la présentation d'un concept, qui relève du presque trop grand. On peut dire cela autrement : c'est l'érection du phallus en tant qu'elle n'est pas facile à appréhender. La colonne définit le beau (comme supplément de plaisir apporté par le parergon), tandis que le colosse définit le sublime (comme présentation d'un presque trop grand, d'une érection). « À partir de cette définition, on comprend que le sublime se rencontre moins facilement que le beau dans l'art, plus facilement dans la nature brute » (p. 146). 

## Référence
- La vérité en peinture, par Jacques Derrida, Édition Flammarion, 1978, Paris.